# Daniel Hopfer
Daniel Hopfer der Ältere (* um 1471 in Kaufbeuren; † 1536 in Augsburg; auch Hopffer oder Hopper) war ein deutscher Waffenätzer, Radierer und Holzschneider. Seine kunstgeschichtliche Bedeutung erlangte er als Erfinder der Ätzradierung und als einer der Wegbereiter und Verbreiter der Renaissancekunst in Deutschland.

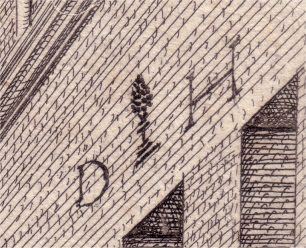
Monogramm von Daniel Hopfer aus der Radierung: Hl. Maria und die Hl. Anna oder die Hl. Elisabeth

## Leben
Daniel Hopfer war der Sohn des Malers Bartholomäus Hopfer und seiner Ehefrau Anna Sendler. Geboren und ansässig in Kaufbeuren, übersiedelte er früh nach Augsburg und erwarb dort 1493 das Bürgerrecht, wie es im Bürgerbuch vermerkt ist: „It, uff Sampsttag vor Galli a.etc. Lxxxxiij hatt daniel Hopper von Kauffbeuren maler das Burgerrecht erkauft“. 1497 wird erwähnt, dass Daniel Hopfer mit Justina Grimm verheiratet ist. Sie ist die Schwester des Augsburger Verlegers und Humanisten Sigmund Grimm, der auch Stadtarzt und Apothekeninhaber ist. Der Ehe entstammen drei Söhne, Jörg, Hieronymus und Lambert.
Im Jahr 1493, am 18. Oktober 1498, 1. Oktober 1501 3. September 1503 konnte er der Zunft der Augsburger Maler, Glaser, Bildschnitzer und Goldschlager jeweils einen Lernknaben vorstellen. Die Augsburger Steuerlisten, in denen Daniel Hopfer bis zu seinem Tode auftaucht, geben Aufschluss über seine Vermögensverhältnisse und offenbaren einen stetigen sozialen und finanziellen Aufstieg. Ab 1505 besitzt er ein eigenes Haus.
Hinweise auf seine berufliche Ausbildung sind sehr kärglich. Fest steht, dass er als Vertreter der Schmiedezunft im Rat der Stadt saß. Zur damaligen Zeit gehörten aber auch die Maler zu dieser Zunft. Seine Nähe zum Schmiedehandwerk ist durch seine Ätzarbeiten auf Waffen und Rüstungen bekannt. Zudem lebte er längere Zeit im Schmiedeviertel von Augsburg. In der Fachliteratur wird sein Beruf entweder als Maler, Ätzmaler oder Plattner angegeben.
Am 28. Januar 1524 wird ihm in Vertretung Kaiser Karls V. vom Bruder des Kaisers, Erzherzog Ferdinand ein Wappenbrief ausgestellt, womit er in die „alte ehrbare Wappengenossenschaft“ aufgenommen ist. Bemerkenswert ist auch sein Eintreten für die Reformation. 1536 wird „Thoniel Hopfer Zwelffer und Maler“ unter den verstorbenen Meistern angeführt. Seine Witwe wird in den Steuerlisten weitergeführt.
Obwohl Daniel Hopfers Arbeiten vom künstlerischen Standpunkt nicht zu den bedeutendsten seiner Zeit zählen, sind sich die Kunsthistoriker weitestgehend darüber einig, dass er als Schöpfer und Erfinder der Ätzradierung betrachtet werden kann. Es ist anzunehmen, dass Daniel Hopfer bereits um 1500 erste Versuche mit der Herstellung von geätzten Eisenplatten machte, um sie als Druckplatten zur Produktion von Grafiken zu verwenden.

## Künstlerische Hinterlassenschaft
Das heute erhaltene künstlerische Werk Daniel Hopfers umfasst größtenteils radierte Blätter, die einzeln zum Verkauf bestimmt waren. Dazu kommen noch einige Titelholzschnitte für Bücher, wenige Metallarbeiten sowie seltene Handzeichnungen. Wenn vorhanden, besteht seine Signatur aus den Buchstaben D H, zwischen denen ein Zeichen abgebildet ist, das von den Historikern als Augsburger Pyr (Pinienzapfen des Stadtwappens) oder Hopfendolde interpretiert wird. Eine Datierung seiner Werke nahm Hopfer nur selten vor, sodass eine zeitliche Einordnung seiner Arbeiten nur indirekt möglich ist.

### Waffenätzungen

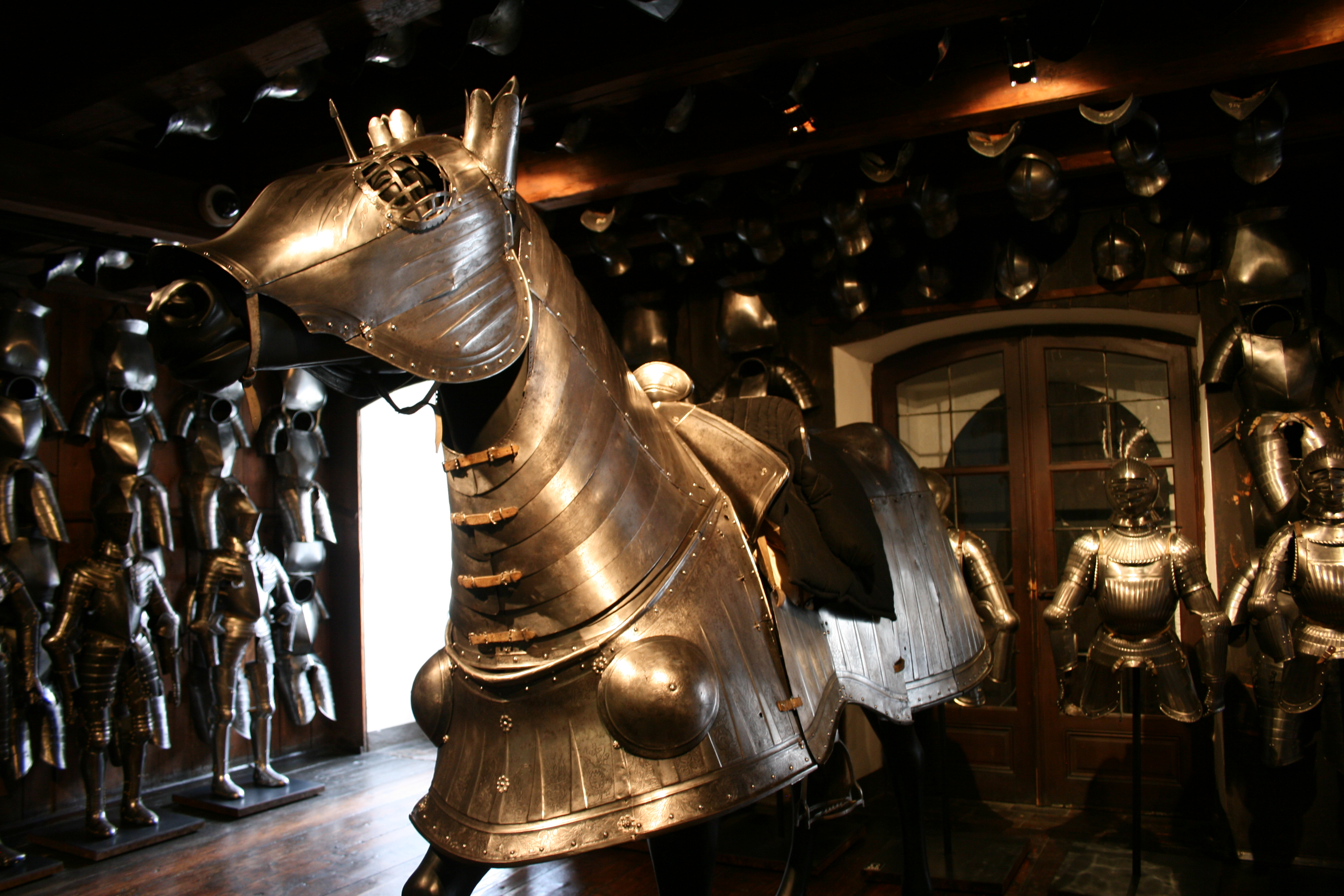
Daniel Hopfer zugeschriebene Ätzungen auf einem Pferdeharnisch im Landeszeughaus von Graz

Es gibt nur zwei Ätzarbeiten, die nachweislich von Daniel Hopfer stammen und von ihm selbst signiert wurden. Dabei handelt es sich um ein Schwert, das sich im Germanischen Nationalmuseum in Nürnberg befindet und ein Turnierschild in der Armeria Real in Madrid. Die Ornamente und Figuren auf einem Rossharnisch des Deutschen Historischen Museums Berlin und eines Rüstungsharnisch im Historischen Museum Moskau zeigen jedoch Verbindungen zu Schwert und Schild. Man kann davon ausgehen, dass Daniel Hopfer Waffenätzungen für hochgestellte Persönlichkeiten, vielleicht sogar den Kaiser selbst, angefertigt hat. Ein großer Anteil seines damaligen Ansehens mag darauf zurückzuführen sein.

### Erste Radierungen und andere Druckverfahren
Bevor Daniel Hopfer die Radierung als Bildreproduktionstechnik einführte, gab es bereits zwei im 15. Jahrhundert entwickelte und erprobte Verfahren, den Holzschnitt und den Kupferstich. Während der Holzschnitt in früher Zeit als Hochdrucktechnik zur Herstellung von Einblattholzschnitten und für die Buchillustration Anwendung fand, schien der Kupferstich als Tiefdrucktechnik vorerst nicht dafür geeignet. Dieser etablierte sich aber rasch als eigenständige Kunstform, wie sie durch die Arbeiten von Albrecht Dürer bekannt ist.
Bei der von Daniel Hopfer erfundenen Ätzradierung handelt es sich, wie beim Kupferstich, ebenfalls um ein Tiefdruckverfahren. Die Vertiefungen auf der Platte, die später die Druckfarbe aufnehmen sollen, werden jedoch nicht auf mechanischem Weg mit Sticheln oder anderen Werkzeugen hergestellt, sondern durch Säuren geätzt. Hopfer verwendete dazu geschmiedete Eisenplatten. Ungeklärt ist hingegen noch die Frage, ob sich die Ätzmalerei auf Waffen und die Technik der Radierung gleichzeitig oder hintereinander entwickelt haben.

### Arbeiten auf Papier

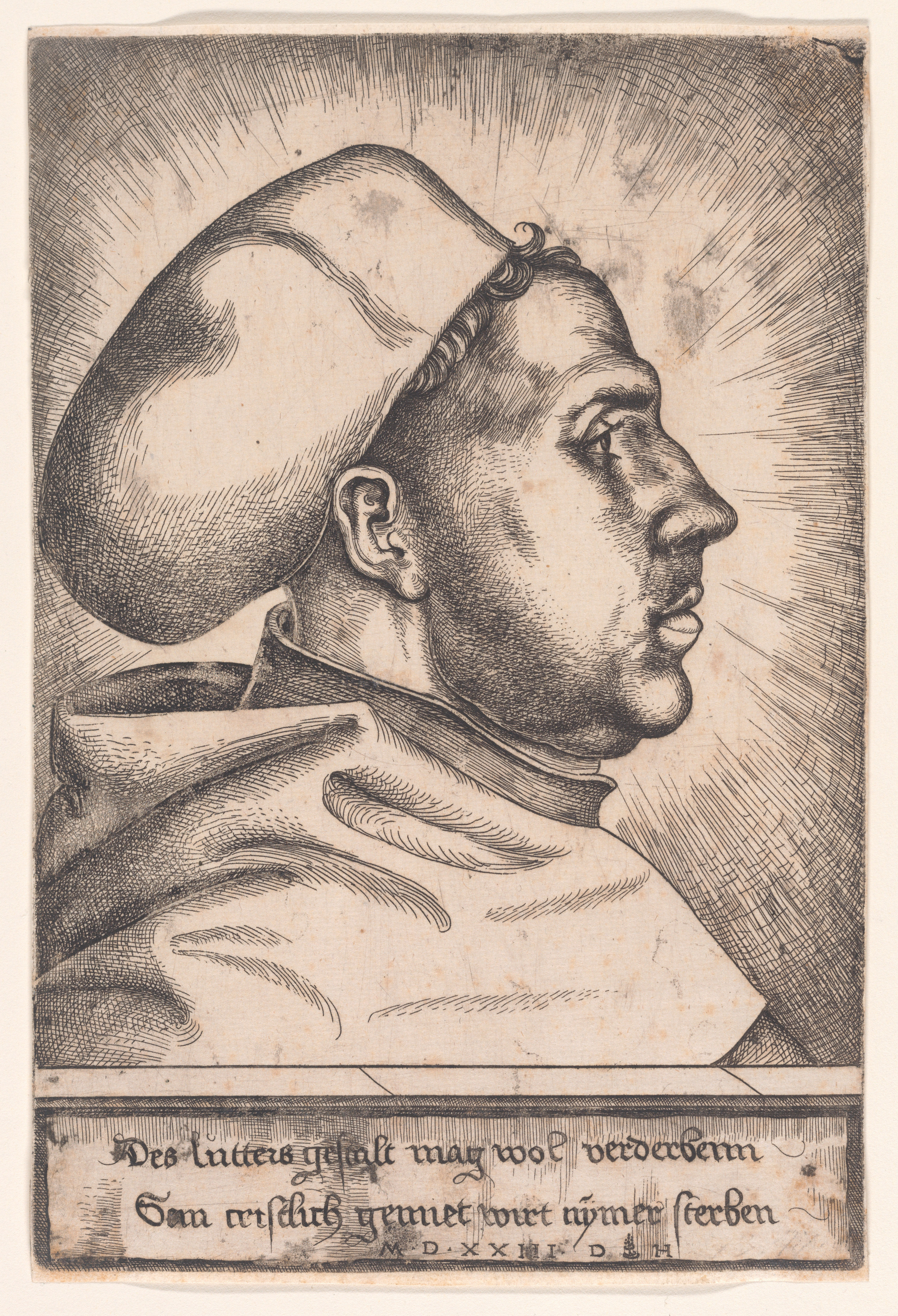
Radierung von Daniel Hopfer: Porträt des Martin Luther, 1523

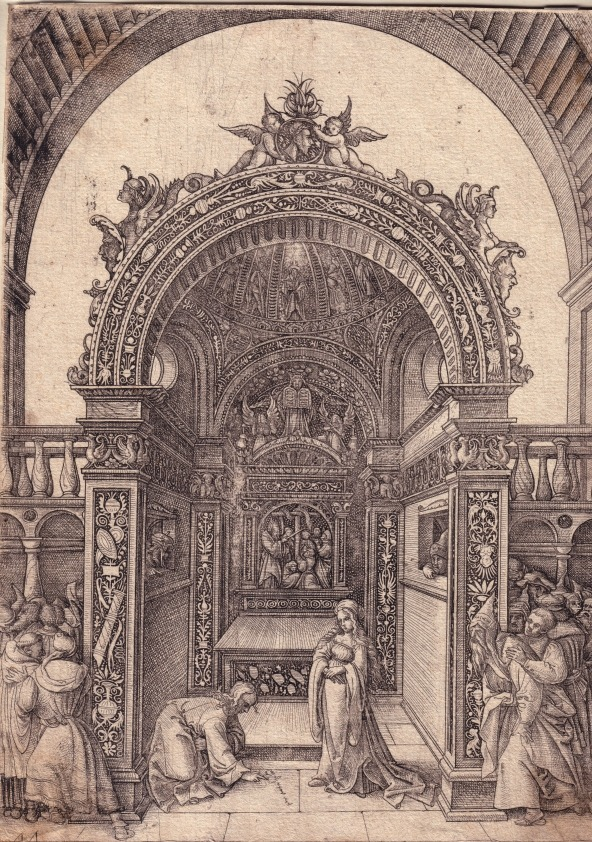
Radierung von Daniel Hopfer: Jesus und die Ehebrecherin

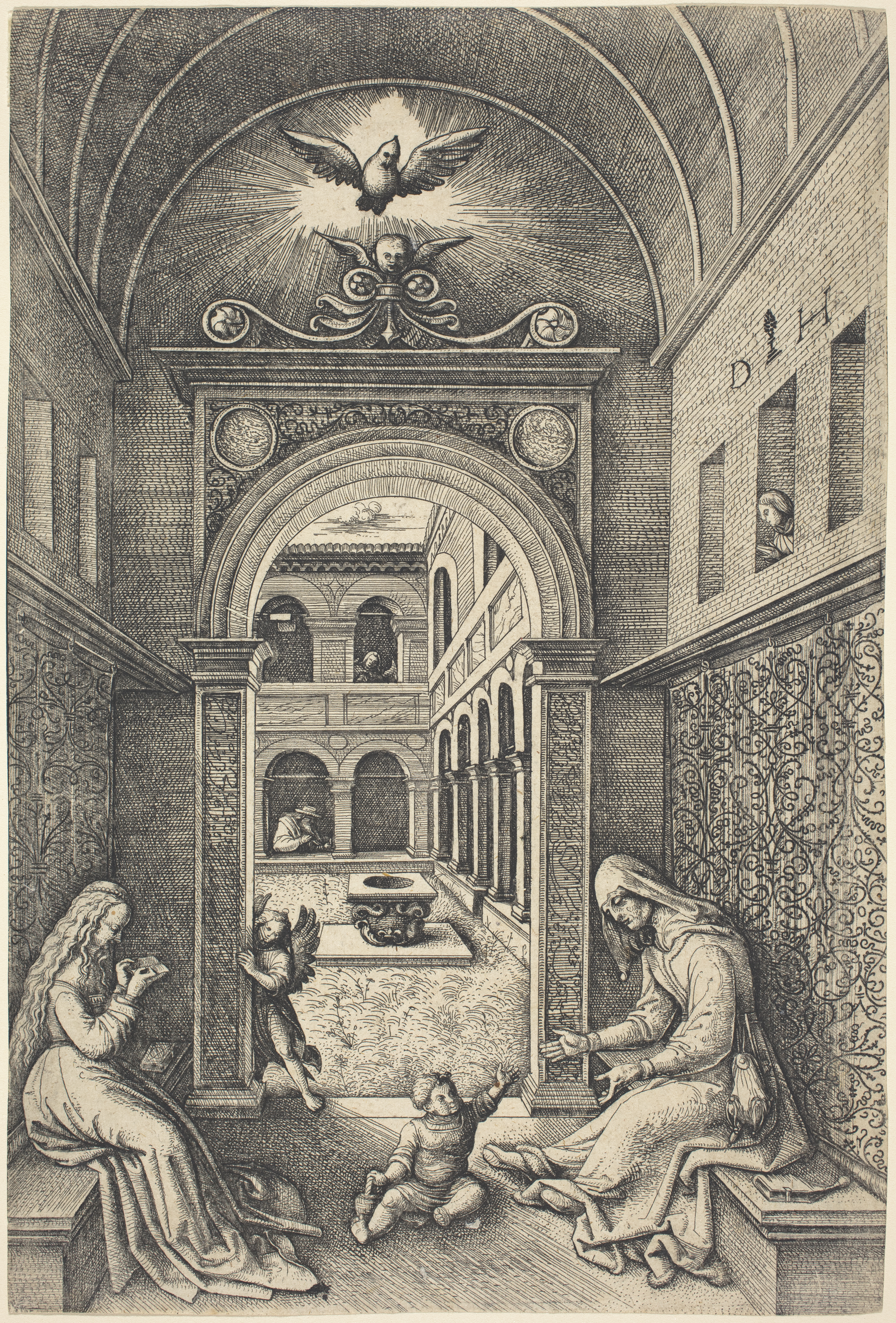
Radierung von Daniel Hopfer: Hl. Maria und die Hl. Anna oder die Hl. Elisabeth

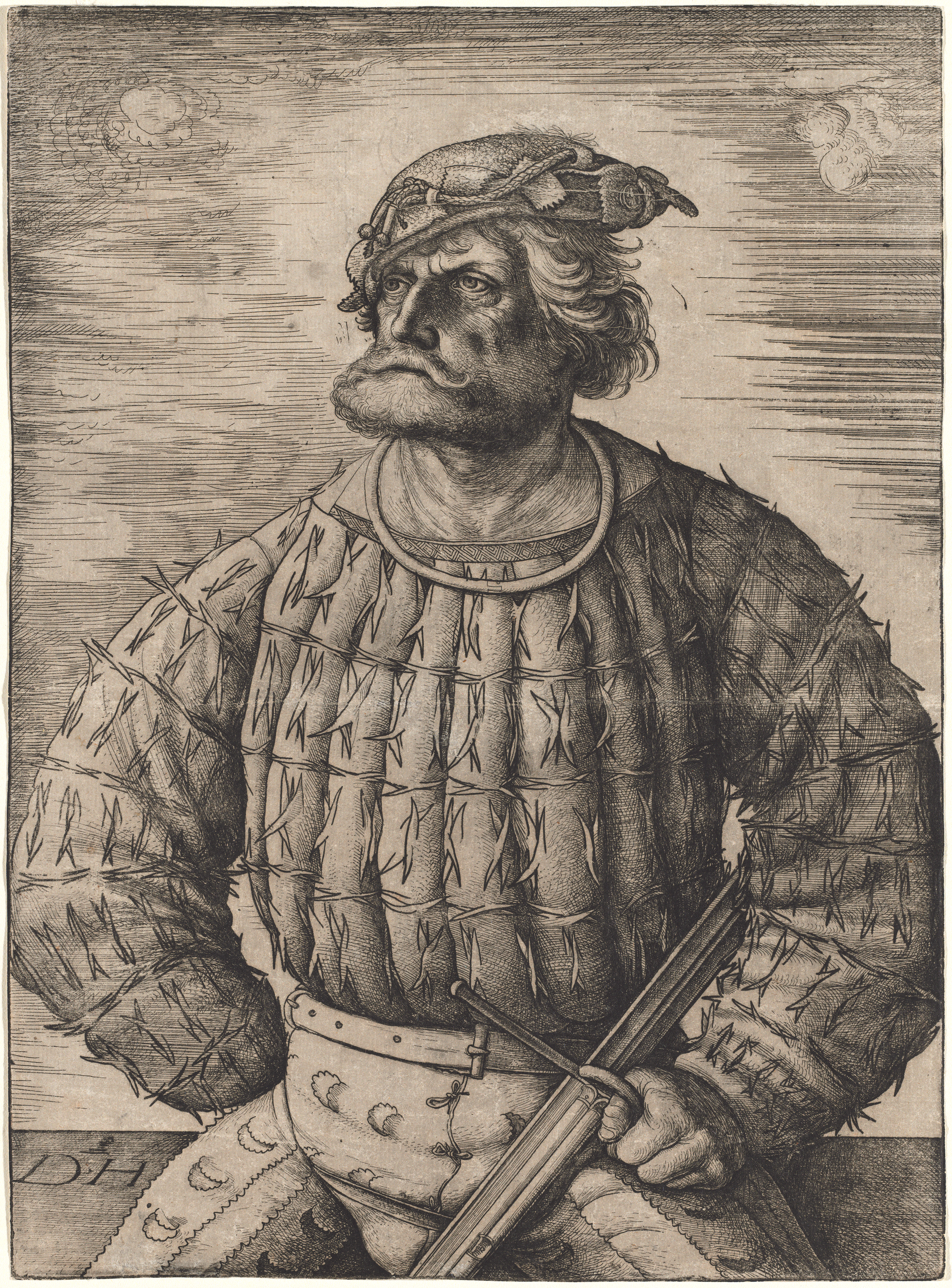
Porträt des Kunz von der Rosen (Radierung)

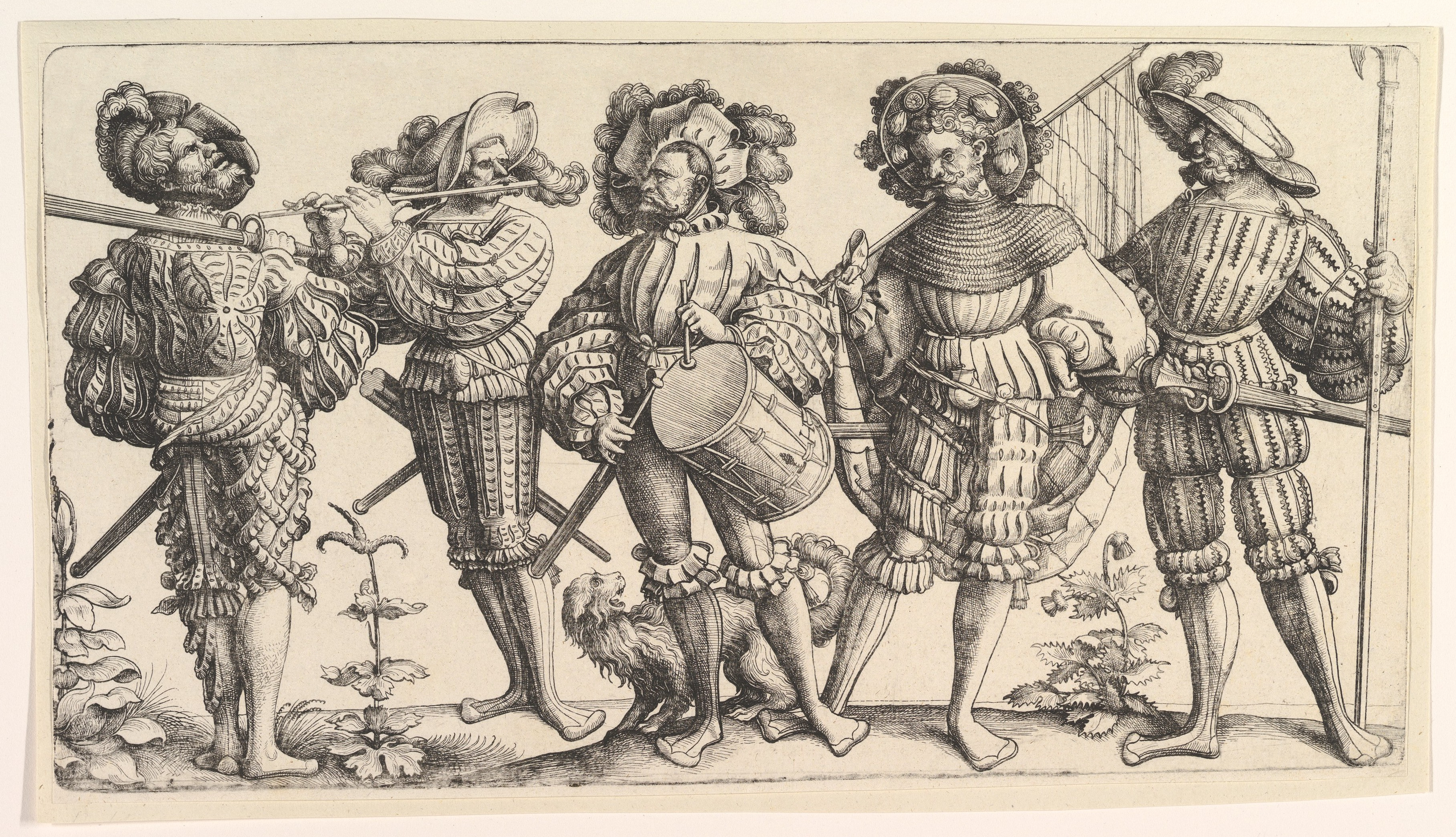
„Die fünf Landsknechte“, Eisenradierung von Daniel Hopfer aus dem frühen 16. Jahrhundert

Das auf Papier erhaltene Schaffen Hopfers lässt sich inhaltlich in fünf verschiedene Bereiche einteilen:

#### Ornamente, Entwürfe und Zeichnungen
Sehr eigenständig verarbeitete Hopfer gotische Elemente mit italienischen Renaissancevorlagen, die durch Wiederentdeckung römischer Wandmalereien modern geworden waren. Mit seinen Arbeiten beeinflusste Hopfer wesentlich die Einführung und Verbreitung der Renaissance in Deutschland. Für Augsburger Verleger erstellte er verschiedene Titelholzschnitte mit Figuren und ornamentalen Verzierungen. Ebenso fanden seine kunsthandwerklichen Entwürfe Anwendung bei der Herstellung von Brettspielen, Dolchscheiden, Waschschränken und Tabernakeln sowie auch bei der Gestaltung von Monstranzen oder Altären. Einige wenige Gouachen und Federzeichnungen sind von Daniel Hopfer erhalten. Kunsthistoriker vermuten, dass es sich dabei um Vorzeichnungen für Fresken handelt, da keine diesbezüglichen Radierungen bekannt sind.

#### Religiöses Schaffen
Beeinflusst von bedeutenden italienischen Künstlern, wie beispielsweise Raffael oder Mantegna, schuf Hopfer eine Reihe von Szenen aus dem Alten und Neuen Testament sowie Heiligendarstellungen. Mehr oder weniger übernahm er die Inhalte einzelner Werke seiner Künstlervorbilder und arrangierte sie neu. Durch die häufige Verwendung von solchen Vorlagen wurden er und seine Söhne von späteren Kunsthistorikern als „diebisches Kunstgesindel“ bezeichnet. Geschichtlich interessant ist Hopfers Sympathie für die Ideen Martin Luthers und sein Interesse für den Schweizer Reformator Ulrich Zwingli. Holzschnitte für Titelblätter reformatorischer Schriften und kritische Radierungen als Bibelillustrationen bezeugen seine Nähe zur Reformation. Es sind auch sozialkritische Blätter und eine Vanitas-Darstellung erhalten.

#### Alltagsdarstellungen
Bekannt sind Hopfers Abbildungen von maximilianischen Landsknechten in ihren malerischen Trachten. Die detaillierten Darstellungen dokumentieren sehr genau die Lebensumstände dieser, von Kaiser Maximilian I. geförderten Soldaten. Von kulturgeschichtlicher Bedeutung ist auch eine auf zwei Platten erhaltene Darstellung eines Bauernfestes, die im Stadtmuseum Kaufbeuren zu sehen ist. Vorlage für das Werk war vermutlich ein Holzschnitt von Hans Sebald Beham.

#### Porträts berühmter Persönlichkeiten
Medaillen, Münzen oder die Bilder anderer Künstler waren für Hopfer Vorlagen für eine Vielzahl von Porträts historischer und zeitgenössischer Berühmtheiten. Dazu zählen beispielsweise die Päpste Leo X., Hadrian VI. und Clemens VII., aber auch Martin Luther, Kaiser Maximilian I., der französische König Franz I. und Sultan Süleyman I. wurden von ihm abgebildet. Das bekannteste Porträt aus seiner Hand zeigt Kunz von der Rosen aus Kaufbeuren, dessen Bildnis häufig, aufgrund einer Verwechslung als Porträt des Piraten Klaus Störtebeker angesehen wurde. Vorlage für diese Radierung war möglicherweise ein Gemälde Hans Burgkmairs, das jedoch nicht erhalten ist.

#### Antike Mythen und mittelalterliche Legenden
In Hopfers Schaffen finden sich auch Themen der antiken Sagenwelt. Bei näherer Betrachtung stellt man jedoch fest, dass sich vieles inhaltlich auf das Mittelalter bezieht.

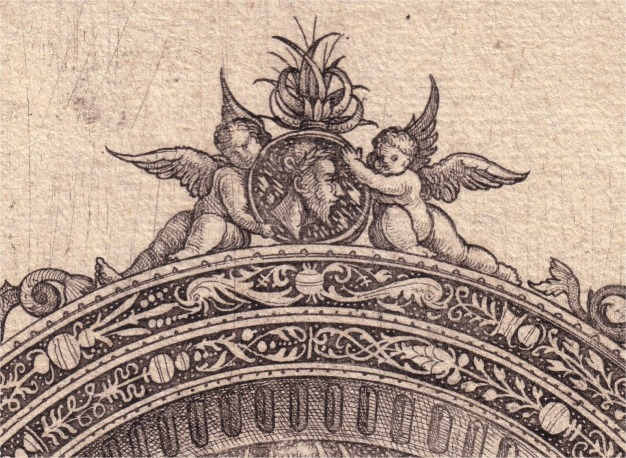
Detail aus der Radierung von Daniel Hopfer: Jesus und die Ehebrecherin
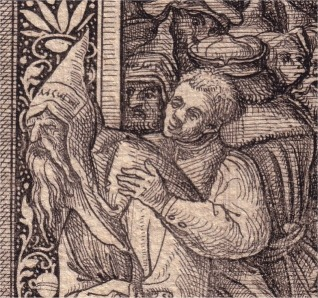
Detail aus der Radierung von Daniel Hopfer: Jesus und die Ehebrecherin
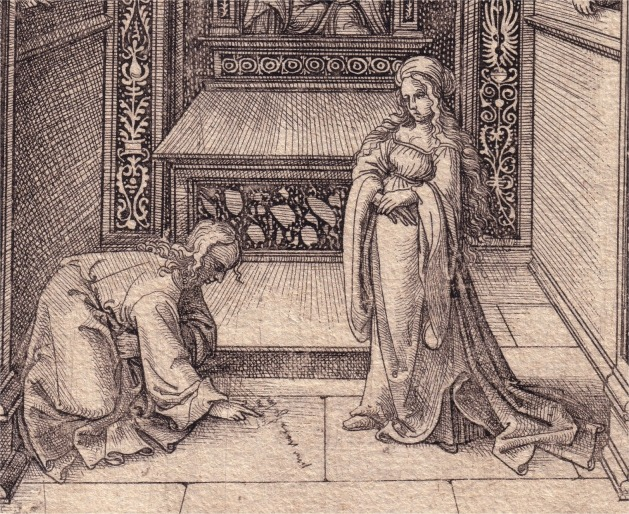
Detail aus der Radierung von Daniel Hopfer: Jesus und die Ehebrecherin

## Kunstgeschichtliche Bedeutung und der Einfluss Daniel Hopfers auf die Kunst seiner Zeit
Augsburg als aufstrebende Handelsstadt mit den Familien der Fugger und Welser zog im 15. Jahrhundert viele Gelehrte, Künstler und Handwerker an. Die häufige Anwesenheit von Kaiser Maximilian I. und seines Gefolges verschafften diesen Arbeit und Erwerbsmöglichkeiten. Die intensive Handelsbeziehung mit Italien brachte auch der Kunst neue Impulse. Auch Daniel Hopfer interessierte sich für die, aus dem Süden kommende Formensprache der Renaissance und verarbeitet sie in vielen seiner Arbeiten.
Nach Daniel Hopfer versuchen sich eine Reihe von zeitgenössischen Künstlern in der Technik der Radierung wie beispielsweise Lucas Cranach d. Ä. oder Hans Burgkmair. Die Sprödigkeit des verwendeten Eisens führt jedoch häufig zu nicht zufriedenstellenden Ergebnissen. Deshalb wenden sich zunächst fast alle von dieser Technik wieder ab. Erst als es gelingt, auch Kupferplatten zu ätzen, findet die Radierung eine weitere Verbreitung.

## Die künstlerischen Nachkommen Daniel Hopfers
Zwei der drei Söhne von Daniel Hopfer, Hieronymus und Lambert traten in die künstlerischen Fußstapfen ihres Vaters. Ihre Arbeiten reichen jedoch weder in künstlerischer noch in innovativer Hinsicht an die ihres Vaters heran. Noch häufiger als er verwenden sie die Motive anderer Künstler für die Gestaltung ihrer Radierungen. Von größerer kunstgeschichtlicher Bedeutung sind die beiden Söhne von Jörg, dem dritten Sohn von Daniel Hopfer. Die beiden Brüder Georg und Daniel Hopfer (der Jüngere) sind wiederum als Ätzmaler tätig. 1566 werden sie von Kaiser Maximilian II. für die Dekorierung von 110 Helmbarten bezahlt, von denen sich einige in den kunsthistorischen Sammlungen von Wien erhalten haben. 1590 wird Georg Hopfer von Kaiser Rudolf in den erblichen Adelsstand erhoben. In dieser Ernennungsurkunde wird Daniel Hopfer d. Ä. als Erfinder der Ätzradierung erwähnt.

## Nachdrucke von Hopfers Grafiken in späterer Zeit
Der Nürnberger Verleger David Funck, ein entfernter Verwandter der Hopfers kaufte im 17. Jahrhundert 230 Platten von der Familie Hopfer auf, versah jede in grober Manier mit einer Nummer und brachte von diesen durchnummerierten Platten Abzüge in Umlauf. In den Nachschlagwerken und Sammlungen werden diese Abzüge, im Unterschied zu den ersten Drucken (Zustand I), als Zustand II bezeichnet.
92 der Platten finden sich am Anfang des 19. Jahrhunderts beim Frankfurter Verleger C. W. Silberberg. Dieser brachte 1802 unter dem Titel „Opera Hopferiana“ eine Serie von neuen Drucken heraus. Der Großteil der noch erhaltenen Platten befindet sich heute im Berliner Kupferstichkabinett, eine besitzt das Heimatmuseum in Kaufbeuren.